# En borgerpligt
En borgerpligt er en dansk oplysningsfilm fra 1953 instrueret af Solveig Ersgaard. Filmen er en hvervefilm for Hjemmeværnet.

## Handling
En hustru er utilfreds med, at hendes mand ikke har meldt sig til Hjemmeværnet ligesom de andre mænd.

## Medvirkende
- Lily Broberg
- Carl Heger